# Kanton Sainte-Livrade-sur-Lot
Der Kanton Sainte-Livrade-sur-Lot war bis 2015 ein französischer französischer Wahlkreis im Arrondissement Villeneuve-sur-Lot, im Département Lot-et-Garonne und in der ehemaligen Region Aquitanien; sein Hauptort war Sainte-Livrade-sur-Lot. Vertreterin im Generalrat des Départements war zuletzt von 1998 bis 2015, wiedergewählt 2004, Claire Pasut (PS).
Der Kanton war 77,94 km² groß und hatte (2006) 8431 Einwohner (Stand 2012).
Der Kanton umfasste Wahlberechtigte aus vier Gemeinden:
| Gemeinde               | Einwohner Jahr | Fläche km² | Bevölkerungsdichte | Postleitzahl | Code INSEE |
| ---------------------- | -------------- | ---------- | ------------------ | ------------ | ---------- |
| Allez-et-Cazeneuve     | 642 (2013)     | –          | – Einw./km²        | 47110        | 47006      |
| Dolmayrac              | 697 (2013)     | –          | – Einw./km²        | 47110        | 47081      |
| Sainte-Livrade-sur-Lot | 6132 (2013)    | –          | – Einw./km²        | 47110        | 47252      |
| Le Temple-sur-Lot      | 1001 (2013)    | –          | – Einw./km²        | 47110        | 47306      |